# Förundrad jag hör
Förundrad jag hör är en psalm med text skriven av John Newton. Musiken är amerikansk från 1831. Texten översattes till svenska 1963 av John H. Johnson.

## Publicerad i
- Segertoner 1988 som nr 528 under rubriken "Att leva av tro - Skuld - förlåtelse -rening".[1]